# Нарси
Нарси или Нарсе (средњоперсијски: 𐭭𐭥𐭮𐭧𐭩‎), је био ирански племић који је служио као Сасанидски гувернер Каскара.

## Биографија
Нарси се први пут помиње 628. године, а он је заједно са својим братом Мах Адур Гушнасп и био син извесног Џушнаса (Гушнасп-а) и неименоване жене из куће племића Испахбудана, која је била сестра Вистама и Виндуија. Током 628. године, за време владавине Ардашира III, Нарсију је додељен Каскар као део његових поседа, док је његов брат Мах Адур Гушнасп изабран за једног од најзначајнијих великодостојника (министра) царства и са тог положаја пресудно је одлучивао о судбини царства.Годину дана касније, када се чинило да су мир и стабилност напокон успостављени, Шахрбараз се побунио са снагама од 6000 људи и кренуо према Ктесифону и опсео град.
Шахрбараз, међутим, није био у стању да освоји град, па је тада склопио савез са Пирузом Хозројем, вођом фракције Парсиг и претходним министром царства за време владавине Ардашировог оца, Кавада II. Склопио је и савез са Намдаром Гушнаспом, спахбедом Немроза.Шахрбараз је уз помоћ ове две моћне личности освојио Ктесифон и погубио Ардашира III, заједно с Мах Адуром Гушнаспом, Нарсијевим братом. Четрдесет дана касније Шахбараза је убио Фарух Хормизд, рођак Нарсија, који је потом Борандохт, кћеру Хозроја II, попео на трон.
После периода пуча и побуна, Јездигерд III је крунисан за краља Сасанидског царства 632. године у Естахру. Његовим ступањем на престо грађански рат у Персији је завршио. Међутим, годину дана касније муслимани Арапи су напали Персију и до 634. године приближили су се Ктесифону, главном граду Сасанидског царства. Ростам Фарохзад, Нарсијев рођак, послао га је заједно са Џабаном да се супротстави Арапима код Намарака, града у близини Куфе. Нарси и Џабан су, међутим, поражени. Нарси је потом побегао заједно са својом војском на своју територију у Каскар. Ростам је тада наредио Нарсију: "Идите до вашег имања и заштитите га од вашег непријатеља и нашег непријатеља. Будите човек."
Нарси се затим сусрео са Арапима код Каскара, а помагали су му синови Вистама, Тируиј и Виндуиј, који су заповедали боковима Нарсиеве војске. Непосредно пре сукоба сасанидске и арапске војске, Ростам је послао Галинија на челу јерменске војске да помогне Нарсију. Међутим, кад је стигао у Каскар, Нарси је већ био поражен и побегао је. Арапи су тада победили Галинијеву војску. Шта се након тога догодило с Нарси-јем, није познато.